# Sistema jurídic

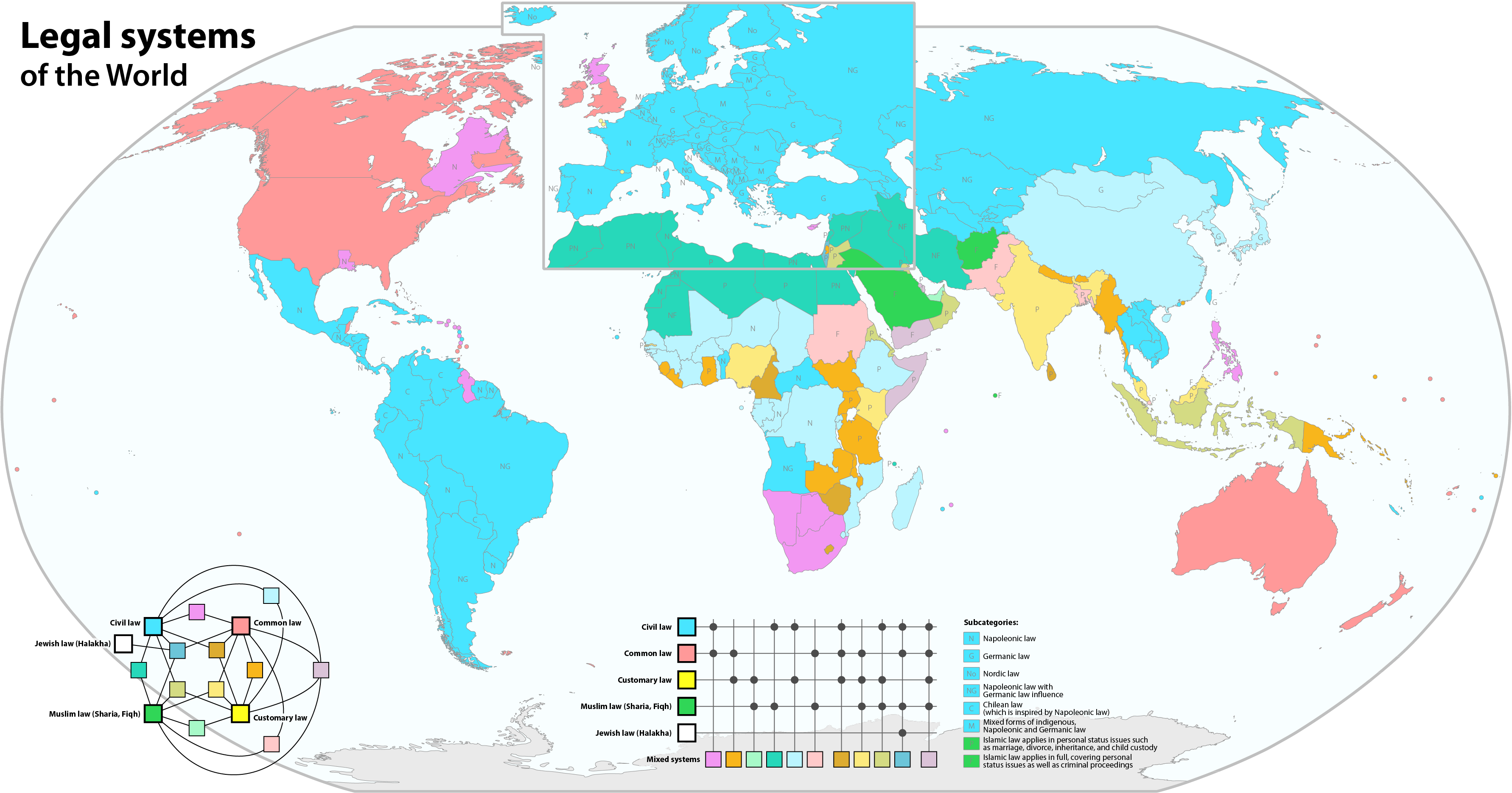
Mapa amb els diversos sistemes jurídics

El sistema jurídic reuneix les estructures i les modalitats de funcionament de les instàncies encarregades de l'aplicació de regles de dret, així com els serveis que emanen d'elles. El sistema jurídic comprèn així l'aparell jurisdiccional, però també l'aparell no jurisdiccional.

## La família jurídica mixta
Els sistemes jurídics mixtes o famílies jurídiques mixtes busquen conciliar dos ordenaments jurídics diferents i històricament això sorgeix en països amb tradicions jurídiques que experimenten la influència d'una altra cultura.
Sol considerar-se que els sistemes mixtos procuren harmonitzar els sistemes Romanogermànic i el Anglosaxó, però no es tracta exclusivament de la convivència d'aquestes dues famílies, un exemple d'això és el sistema jurídic d'Israel que combina el dret religiós jueu o mosaic, l'anglosaxó "heretat a conseqüència del mandat britànic", el dret otomà, i fins i tot el dret islàmic.
Per sistema jurídic s'entén el conjunt de normes jurídiques, actituds i ideologies vigents en un país sobre el que és el Dret, la seva funció en la societat i la manera en què es crea o hauria de crear-se, aplicar-se, comprendre, perfeccionar-se, ensenyar i estudiar .

## ElCommon Lawi elCivil Law
Els sistemes classificats com de Common Law, s'individualitzen sempre per algunes característiques:
-El Dret de formació fonamentalment jurisprudencial: judge made law, que, literalment, és Dret produït pel jutge.
-El respecte, per part del jutge que decideix el cas, de les regles establertes en les sentències anteriors: stare decisis, (respectar les coses que han estat decidides).
Del que s'ha assenyalat, es deriven importants conseqüències a diferents nivells pel que fa a:
-Política legislativa: el jutge elabora regles estrictes, relatives al cas concret amb el qual es troba, a diferència del legislador, que amb les lleis elabora principis generals i abstractes.
-L'organització de la justícia.
-La formació dels juristes.
-La interpretació i més en general, pel que fa a la relació entre les fonts del dret.
- El Crit com a element caracteritzador.

L'origen del Common Law anglès es remunta a l'època de la conquesta normanda (Guillem de Normandia va derrotar a Harold, el sobirà saxó en 1066). Això va suposar la imposició d'una forta estructura feudal que va suposar una reorganització de la societat en sentit fortament centralitzador. Aquesta estructura no es diferencia molt de la típica del continent europeu, els feus de dimensions no gaire àmplies, però suficients per garantir la necessària fidelitat del baró al sobirà, i manteniment centralitzat dels poders relatius al fisc, a la policia ia la justícia. Pel que fa a la justícia, aquesta nova ordenació va suposar el reconeixement de poders autònoms de ius donaré als senyors locals i el manteniment de la Cúria Regis o el tribunal del rei (dividit posteriorment a: El Exchequer, el Common Pleas i el King Bench), que es dedicava fonamentalment a qüestions relatives a la violació de la pau en el regne. La inexistència d'una separació de funcions va permetre que els tribunals reals atraguessin casos d'especial importància, de manera que van començar a seure les bases per a una administració de justícia centralitzada no sense oblidar aquests tres factors.
-La justícia itinerants (pràctica d'alguns jutges del Tribunal Reial donar audiència en diversos llocs del regne).
-La institució de mandataris de la Corona en els Comtats (xèrifs)
-El sistema dels writs.
El més important d'aquests tres factors és el dels writs, ja que ve expressat en els següents principis: where there is no Writ, there is no right (on no hi ha Writ no hi ha dret) i remedies precedeix rights (els remeis processals precedeix als drets). En altres termes, els súbdits podien litigar davant la justícia real, sempre que, previ pagament d'una determinada suma de diners, haguessin rebut un document de la Cancelleria, en forma d'ordre real i proveït del seu segell. En ell es descrivia de manera succinta el fet que motivava el litigi i s'autoritzava al senyor local per a la resolució de la qüestió.
El sistema dels writs no només ha estat a la base de la creació del common law, a més ha permès mantenir les seves característiques al llarg dels segles. Només van ser suprimits després de la reforma de 1873-1875, que van donar lloc a la claim form.
- l'Equity

El terme equity és de difícil traducció, tot i que es refereix al conjunt de regales, principis i remeis processals que van tenir origen en la jurisprudència del Tribunal real de la Cancelleria. Potser hi ha un petit punt de contacte entre el terme equity o la idea d'equitat, ja que al principi es referia a la jurisdicció discrecional i equitativa, construïda sobre l'avaluació de casos concrets per als quals no hi havia remei a la jurisdicció del common law. És a dir, que la inadequació del sistema de writs del common law va generar l'acumulació de peticions i recurs per part dels súbdits que no trobaven cap remei en el Common Law. La resposta a aquesta demanda de justícia havia de provenir del canceller i dels clergues que l'assistien, seguint un procés de formalització que s'estén durant tot el segle xiv, creant una verdadera jurisdicció independent al Tribunal de la Cancelleria. De l'exercici d'aquestes competències van derivar solucions de naturalesa substantiva i processal i la introducció de les categories de violència moral i dol com els vicis de consentiment (undue influence) i el trust.
- Undue Influence

El Common Law coneix com a vici de la voluntat l'anomenada duress que suposa, en darrer terme, una amenaça, sigui il·legal per si mateixa o perquè el seu contingut és contrari a l'ordenament. No obstant això, la equity protegeix també al que ha contractat, a causa de la pressió exercida per l'altra part quan aquest ha estat de tal entitat que es pot concloure que la persona que l'ha patit no hauria contractat si no hagués concorregut aquesta influència indeguda (undue influence). L'afectat ha d'acreditar que la pressió suportada va conduir a la celebració del contracte, tot i que no cal que demostri que el va perjudicar. És possible que la undue influence es presumeixi, tot i que la llista de presumpcions és petita.
- El Trust

La configuració més simple és el següent: A (settlor of the trust) cedeix un bé a X (trustee), amb el pacte que el administri en favor de B (Beneficiary).
Al Common Law no es reconeix cap valor a l'acord fiduciari entre A i X. Segons la transmissió operada, X, era ple titular del bé amb la qual cosa era irrellevant que no actués amb les instruccions del constituent. És a dir, els tribunals del common law no executaven els termes de l'faci servir, a diferència de la equity, en la qual, el canceller reconeix i tutela l'obligació assumida per X enfront de A.